# Pentaceraster decipiens
Pentaceraster decipiens är en sjöstjärneart som först beskrevs av Bell 1884.  Pentaceraster decipiens ingår i släktet Pentaceraster och familjen Oreasteridae. Inga underarter finns listade i Catalogue of Life.